# Coelocrania
Coelocrania là một chi bọ cánh cứng trong họ Chrysomelidae.
Chi này được Jacoby miêu tả khoa học năm 1886.

## Các loài
Các loài trong chi này gồm:
- Coelocrania depressa (Mohamedsaid, 1993)
- Coelocrania ghazallyi (Mohamedsaid, 1993)
- Coelocrania indah (Mohamedsaid, 1993)
- Coelocrania latiffi (Mohamedsaid, 1993)
- Coelocrania malayana (Jacoby, 1894)
- Coelocrania scolopaca (Jacoby, 1904)
- Coelocrania sulcicollis (Baly, 1886)
- Coelocrania terminata Jacoby, 1886